# طبيعة صامتة

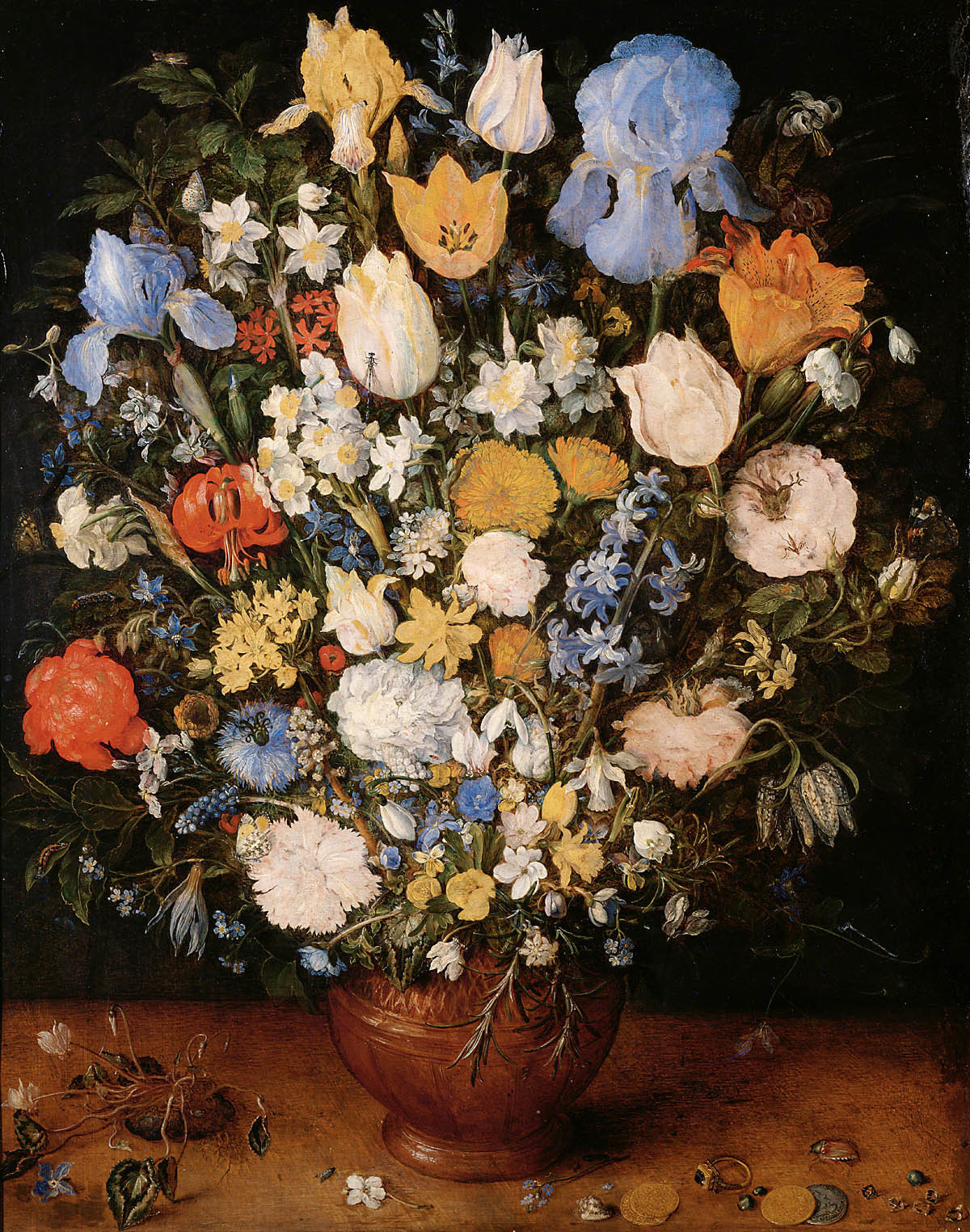
يان بروخل الأكبر (1568–1625)، باقة ورد (1599م)، متحف تاريخ الفن بفيينا، أحد النماذج المبكرة للطبيعة الصامتة كانت باقات الورود للفنانين الهولنديين والفلامنكيين

الطبيعة الصامتة (بالإنجليزية: Still life)‏ هو عمل فني موضوعه الرئيسي الجمادات، والأشياء المألوفة عادة تكون إما طبيعية (الغذاء، والزهور، والحيوانات النافقة والنباتات والصخور، أو القواقع) أو من صنع الإنسان (كؤوس الشراب، الكتب، المزهريات، المجوهرات، النقود المعدنية، الأنابيب، وهلم جراً).
تعود أصول لوحات الطبيعة الصامتة إلى العصور الوسطى والفن اليوناني الروماني القديم، لكنها ظهرت كنوع مميز وتخصص مهني في الرسم الغربي بحلول أواخر القرن السادس عشر، وظلت مهمة منذ ذلك الحين. تتمثل إحدى مزايا الشكل الفني الذي بقي موجودًا في أنه يتيح للفنان الكثير من الحرية في تجربة الكثير من العناصر داخل اللوحة. بدأت الطبيعة الصامتة، كأسلوب فني مُتبّع في الرسم الهولندي في القرنين السادس والسابع عشر، ولا يزال المصطلح الإنجليزي مشتقًا من الكلمة الهولندية حتى الآن. غالبًا ما احتوت لوحات الطبيعة الصامتة المبكرة، خاصةً قبل عام 1700 على رموز دينية واستعارات متعلقة بالأشياء المصورة. أُنتجت أعمال الطبيعة الصامتة لاحقًا باستخدام مجموعة متنوعة من الوسائط والتكنولوجيا الحديثة، والتصوير الفوتوغرافي، والرسومات الحاسوبية، بالإضافة إلى الفيديو والصوت.
يشمل مصطلح الطبيعة الصامتة رسم الحيوانات الميتة، بينما يُعتبر رسم الحيوانات الحية فنًا حيوانيًا، على الرغم من أنها في الواقع تُرسم من النماذج الميتة. تشترك فئة رسم الطبيعة الصامتة أيضًا في العديد من القواسم المشتركة مع علم الحيوان وبشكل خاص مع علم التوضيح النباتي وذلك نظرًا لاستخدام النباتات والحيوانات كمواضيع للرسم. أما بالنسبة للفنون المرئية أو الفنون الجميلة، فلا يكون الغرض من الأعمال فقط توضيح الموضوع المرسوم بشكل دقيق.
تحتل الطبيعة الصامتة أدنى درجة في التسلسل الهرمي للأنواع الفنية، ولكنها كانت شائعة جدًا بالنسبة للمشترين. تشمل لوحات الطبيعة الصامتة، بالإضافة إلى مواضيعها المستقلة، أنواعًا أخرى من الرسم باستخدام عناصر مشهورة، وعادةً ما تكون رمزية، والصور المعتمدة ظاهريًا على العديد من عناصر الطبيعة الصامتة بهدف إنتاج قطعة فنية تبدو حقيقية. إن تقنية الترمبلوي، تهدف إلى خداع المشاهد وجعله يعتقد بأن المشهد حقيقي، وهي تعتبر نوعًا متخصصًا من الطبيعة الصامتة، وعادةً ما تُظهر أشياء جامدة ومستوية نسبيًا.

## بدايتها وتطورها
كانت لوحات الطبيعة الصامتة تُزين الجدران الداخلية للمقابر المصرية القديمة. وكانوا يؤمنون بأن الأشياء والعناصر التي رُسمت هناك، ستصبح حقيقيةً ومتاحةً للاستخدام من قبل الميت في الحياة الآخرة. تظهر اللوحات اليونانية القديمة أيضًا مهارة كبيرة في تصوير الأشياء اليومية والحيوانات. عُثر أيضًا على الطبيعة الصامتة في الجداريات الرومانية والفسيفساء الأرضية المكتشفة في بومبي وهركولانيوم وفيلا بوسكورل، بالإضافة إلى الأشكال المألوفة من الأوعية الزجاجية المليئة بالفاكهة. أظهرت الفسيفساء المزخرفة، الموجودة في منازل الرومان الأغنياء، مجموعات الطعام التي تمتعت بها الطبقات العليا، واعتُبرت دليلًا على كرم الضيافة والاحتفالات التي كانت تقام دائمًا.
ظهر الطعام والزهور مرة أخرى كرموز للمواسم بحلول القرن السادس عشر. وبدأ أيضًا في العصر الروماني تقليد استخدام الجماجم في اللوحات كرمز للوفيات والبقايا الدنيوية، مع وجود العبارة التالية (الموت يجعل الجميع متساوين). أُعيد تفسير وتأويل هذه اللوحات خلال ال 400 سنة الماضية من تاريخ الفن، بدءًا من لوحات الرسامين الهولنديين في عام 1600.
يرتبط التقدير الشعبي لواقعية الطبيعة الصامتة في الأسطورة اليونانية القديمة بكل من زيوكسيس وبارهاسيوس، وقيل إنهم تنافسوا ذات مرة لإنشاء أكثر اللوحات واقعية، والتي اعتُبرت أقدم وصف تاريخي للرسومات باستخدام تقنية الترومبلي. دوّن بلينيوس الأكبر في العصور الرومانية القديمة ما يلي: كان الفنانون اليونانيون قبل قرون متقدمين بالفعل في فنون الرسم مثل البورتريه والطبيعة الصامتة. وخصّ بالذكر الرسام بيريوس، «الذي تفوق فنه على الكثيرين، إذ رسم الحلاقين وصُنّاع الأحذية والخضروات وما إلى ذلك، ولهذا السبب أصبح يطلق عليه رسام المواضيع العامّة»؛ تعد هذه الأعمال مبهجة تمامًا، وقد بيعت بأسعار أعلى من [لوحات] أعظم الفنانين الآخرين.

### العصور الوسطى وعصر النهضة المبكر
أُعيد إحياء الطبيعة الصامتة بحلول عام 1300 على اللوحات الجدارية الدينية التي تصور الأشياء اليومية. وخلال العصور الوسطى وعصر النهضة، بقيت الطبيعة الصامتة في الفن الغربي مرتبطة في المقام الأول بالمواضيع الدينية المسيحية، وأخذت معنى ديني ومجازي.  كان هذا واضحًا بشكل خاص في أعمال الفنانين الأوروبيين الشماليين، الذين قادهم افتتانهم بالواقعية البصرية والرمزية التفصيلية إلى إبداء اهتمام كبير بالهدف من لوحاتهم. غالبًا ما استخدم الرسامون مثل يان فان إيك عناصر من الطبيعة الصامتة كجزء من الأيكونغرافيا.
مكّن تطوير تقنية الرسم الزيتي بواسطة يان فان إيك وفنانين أوروبيين آخرين من شمال أوروبا من رسم الأشياء اليومية باستخدام طريقة الواقعية المفرطة. كان ليوناردو دا فينشي من بين أوائل الفنانين الذين تحرروا من المعنى الديني، وابتكر دراسات الألوان المائية للفاكهة (نحو عام 1495) كجزء من فحصه للطبيعة، وبالإضافة إلى ألبريشت دورر الذي صنع أيضًا رسومات ملونة دقيقة للنباتات والحيوانات.
رسم الفنان بيتروس كريستوس بورتريه لعروس وعريس يزوران صائغ ذهب واعتُبرت هذه اللوحة مثالًا نموذجيًا على تطور الطبيعة الصامتة التي تصور المحتوى الديني والعلماني. وعلى الرغم من أن معظمها مجازية، إلا أن أشكال الزوجين والأشياء المعروضة مثل (العملات المعدنية والأوعية وما إلى ذلك) قد رُسمت بدقة وواقعية، ولكن صائغ الذهب هو في الواقع تصوير للقديس إليغيوس. من الأمثلة الأخرى: بورتريه العائلة التي جمعت بين رسم الشخصيات بالإضافة إلى طاولة طعام مُجهزة جيدًا، وهي ترمز إلى تقوى الإنسان وشكره على وفرة نعم الله. كان رسم الزهور الرمزية ضمن المزهريات على ظهر اللوحات العلمانية في عام 1475 خطوةً أخرى نحو استقلال الطبيعة الصامتة.

## عصر النهضة المتأخر

### القرن السادس عشر
على الرغم من أن معظم لوحات الطبيعة الصامتة بعد عام 1600 كانت لوحات صغيرة نسبيًا، إلا أن المرحلة الحاسمة في تطوير هذا النوع كانت نقل العادات والتقاليد من أماكن أخرى، مثل: أنتويرب، التي احتوت على لوحات تضمنت انتشارًا كبيرًا لمواد الطبيعة الصامتة مع وجود الشخصيات والحيوانات. ابتُكر هذا التطور من قبل الفنان بيتر أرتسن.  تعد لوحة «متجر اللّحام» مثالًا على ذلك، وقد رسمها ابن أخ أرتسن يواكيم بوكيلر (1568)، إذ صوّر اللحوم في المقدمة بشكل واقعي، في حين أن مشهد الخلفية ينقل مخاطر الإدمان والانغماس في الشهوات. استمر هذا النوع المستقل من لوحات الطبيعة الصامتة في التطور في الرسم الفلمنكي بعد فصل الشمال عن الجنوب، ولكنه كان نادرًا في الرسم الهولندي.
شهد القرن السادس عشر اهتمامًا كبيرًا بالعالم الطبيعي وأُنشئت موسوعات نباتية ضخمة لتسجل اكتشافات العالم الجديد وآسيا. وشجّع أيضًا على بداية التوضيح العلمي وتصنيف العينات. بدأ تقدير الأشياء الطبيعية كمواضيع فردية للدراسة بغض النظر عن أي ارتباطات دينية أو أسطورية. ظهر العلم المبكر باستخدام العلاجات العشبية في هذا الوقت أيضًا، والذي اعتُبر امتدادًا عمليًا لهذه المعرفة الجديدة. بالإضافة إلى ذلك، بدأ الرعاة الأثرياء في الإشراف على جمع العينات الحيوانية والمعدنية، وهذا ما أدى إلى إنشاء مخازن واسعة منها. كانت هذه العينات بمثابة نماذج للرسامين الذين كانوا يبحثون عن الواقعية، ثم بدأ جمع الأصداف والحشرات والفاكهة والزهور المتداولة والمتاجرة بها، واستُخدمت النباتات الجديدة مثل الخزامى (المستوردة من تركيا إلى أوروبا) في لوحات الطبيعة الصامتة.

## معرض صور

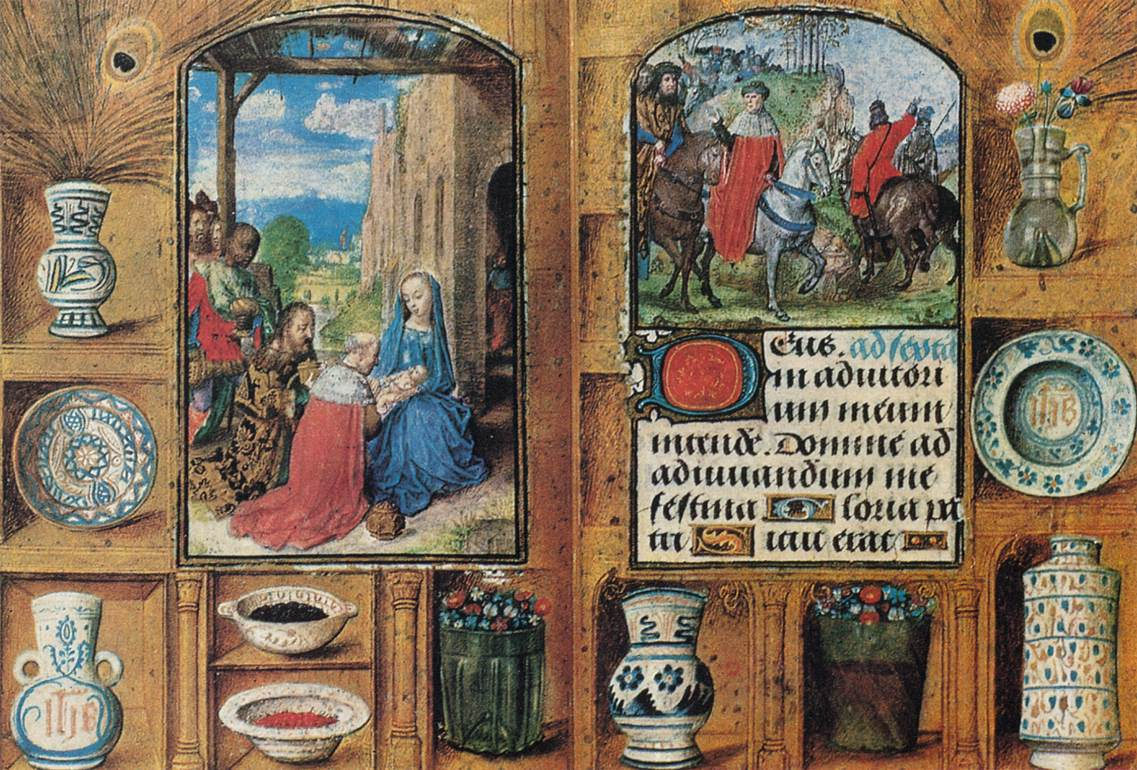
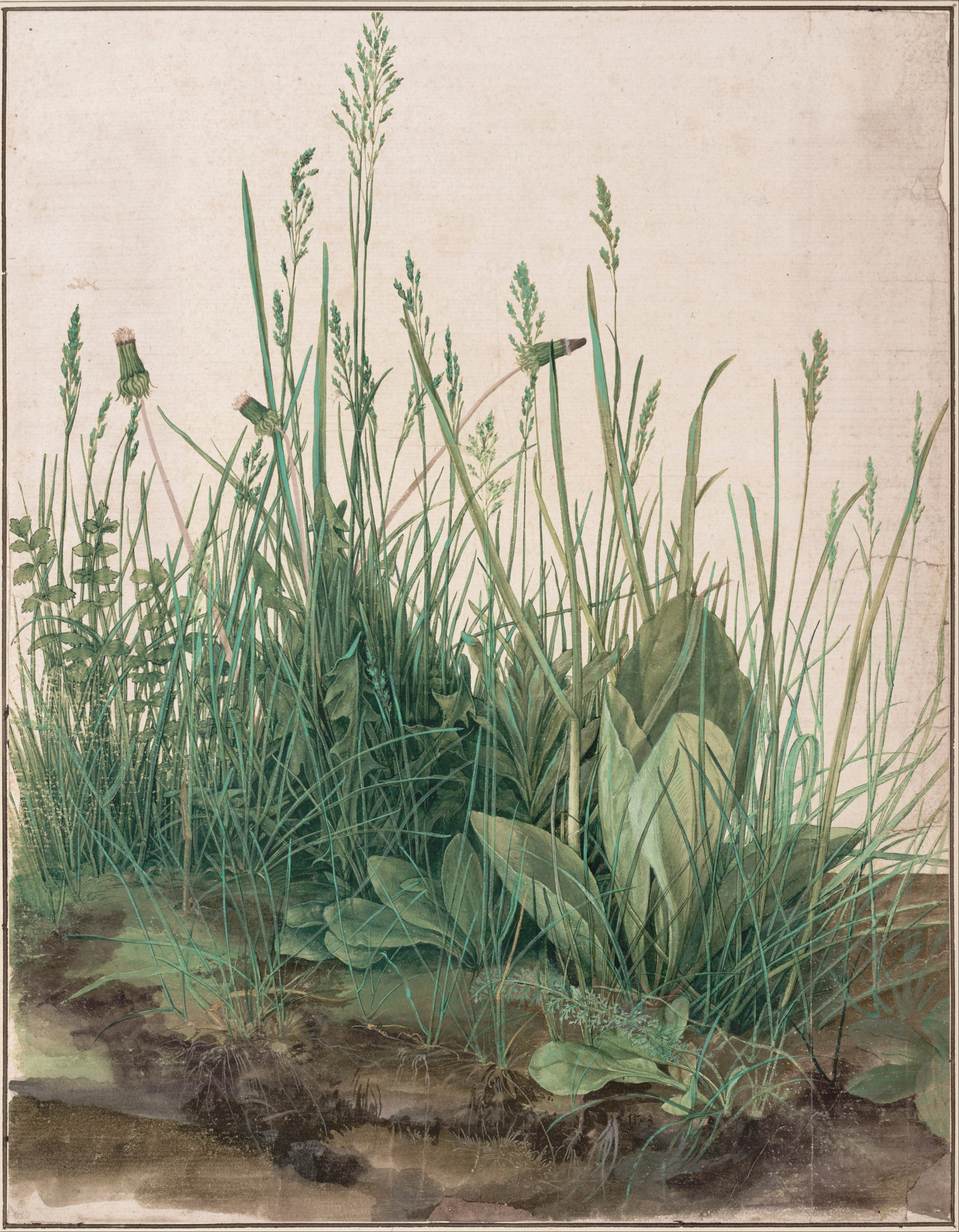
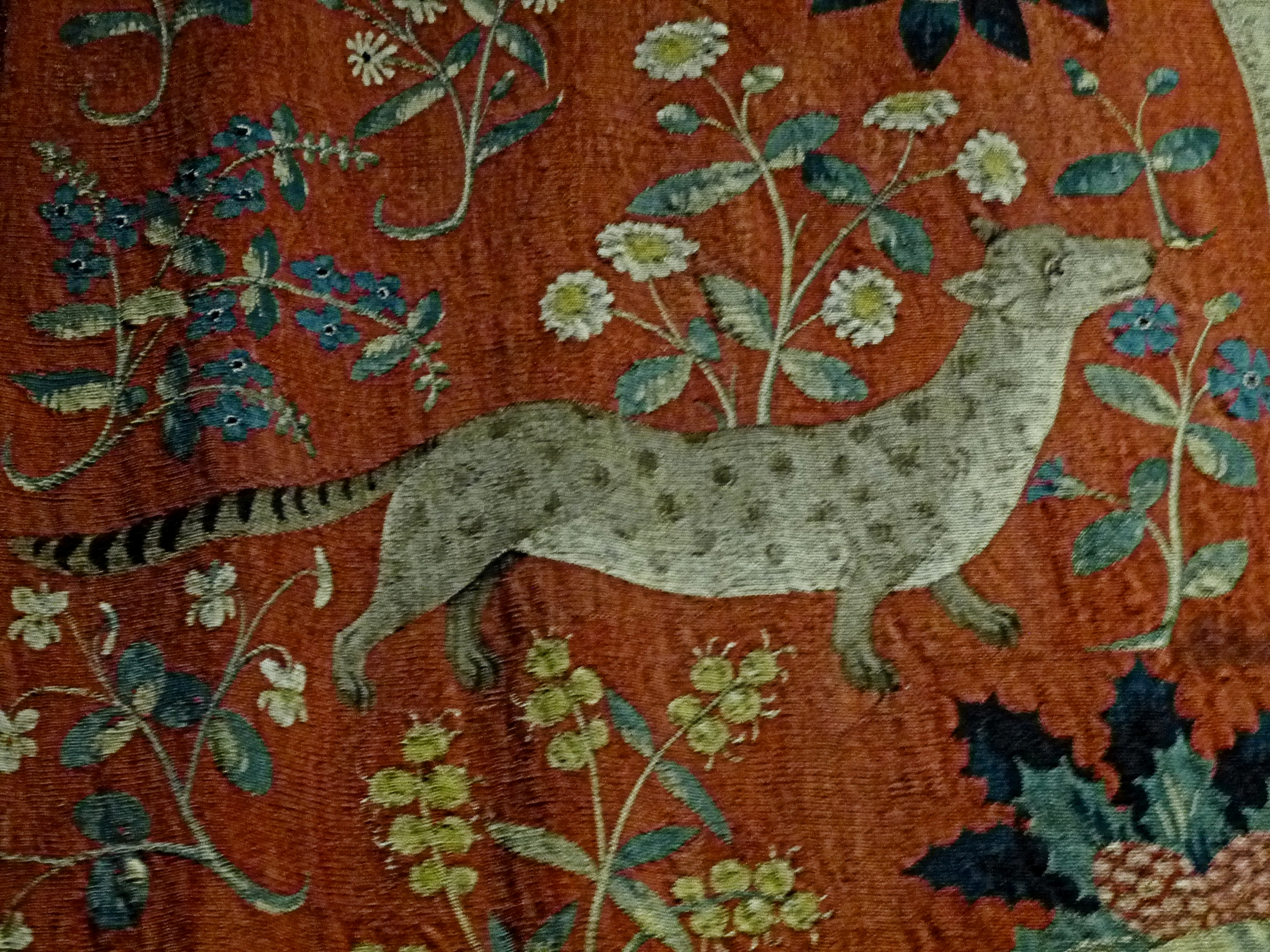
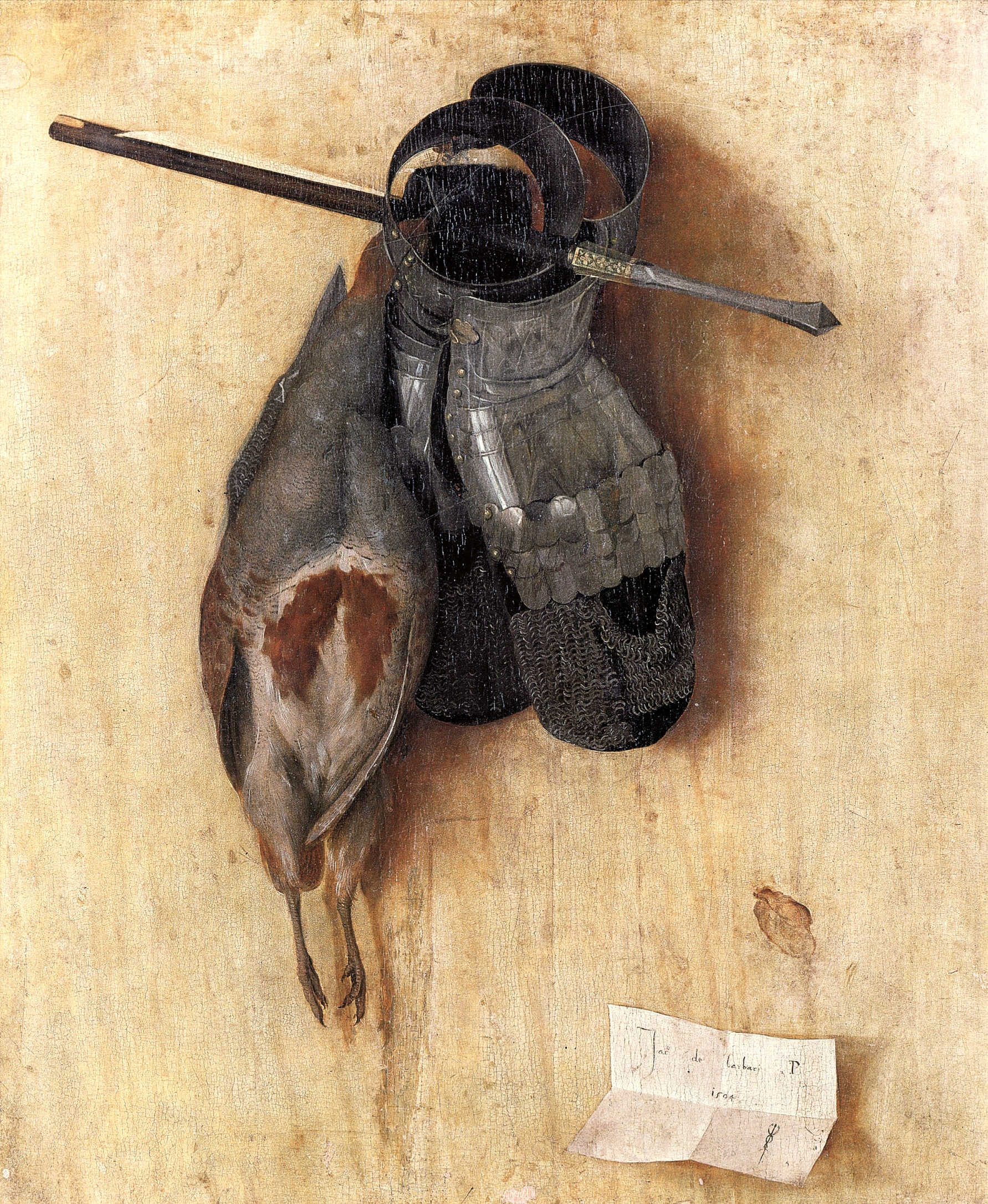
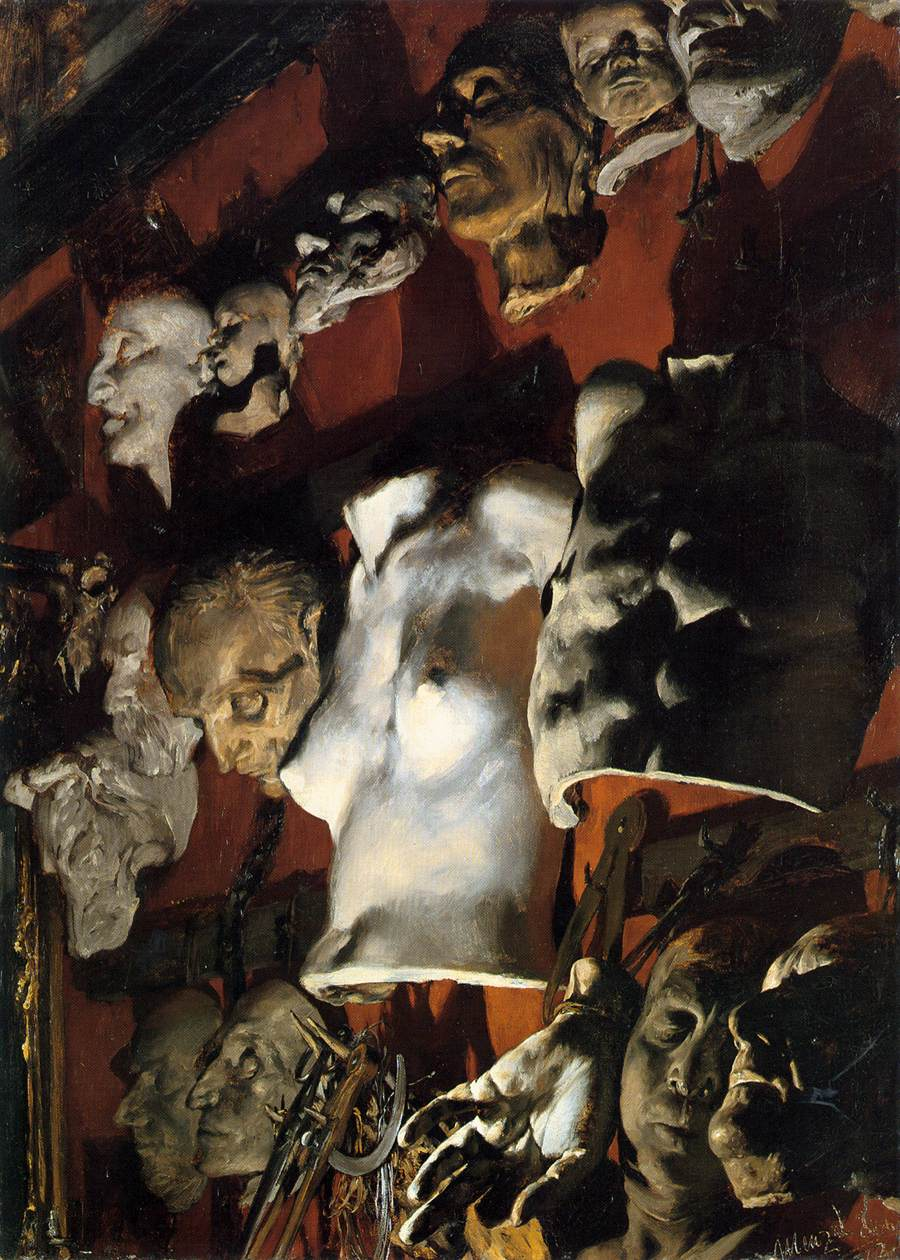
جدار الاستوديو بريشة أدولف مينزل من عام 1872. في صالة متحف كونستهالي هامبورغ.